# Turakirae Head
Turakirae Head ist ein Kap am südwestlichen Ende der Remutaka Range auf der Nordinsel von Neuseeland. Es ist als wissenschaftliches Schutzgebiet ausgewiesen und auch unter dem Namen Turakirae Head Scientific Reserve bekannt.

## Namensherkunft
In der Sprache der Māori bedeutet rae Landspitze oder Landzunge und turaki der Ort, an dem die Remutaka Range hinunter zur See kommt.

## Geographie
Turakirae Head befindet sich am westlichen Ende der Palliser Bay, südöstlich, gut 20 km Luftlinie vom Stadtzentrum von Wellington entfernt. Das Kap, dass durch Erdbeben einen terrassenförmigen Küstenverlauf bekam, ist zugleich südlichster Ausläufer der Remutaka Range. Das Kap zählt noch zum Stadtgebiet von  Hutt City.

## Geologie
Die Küstenlinie des Turakirae Head ist durch drei größere Erdbeben in den letzten 5000 Jahren deutlich sichtbar geformt und für Geologen erkennbar durch fünf Erdbeben in den vergangenen 7000 Jahren.
Bei dem letzten Erdbeben, dem Wairarapa-Erdbeben von 1855, wurde die Uferlinie des Kaps um ca. 2,5 Meter angehoben. Ein Beben um das Jahr 1460 hatte ähnliche Auswirkungen. Vor 3000 Jahren hoben tektonische Verschiebungen das Ufer um rund 16 Meter an. Zwei weitere Merkmale von Hebungen sind heute nicht mehr so deutlich erkennbar, da sie durch Massen an Geröll etwas verdeckt sind. Die Erdbeben liegen zwischen rund 5000 und 7000 Jahre zurück und hoben die Uferlinie sogar um rund 22 und 25 Meter an.

## Wissenschaftliches Schutzgebiet
Turakirae Head wurde am 22. Mai 2009 als wissenschaftliches Schutzgebiet ausgewiesen. Neben den geologischen Aspekten und als Anschauungsobjekt von Auswirkungen tektonischer Verschiebungen, ist vor allem das Schutzgebiet aus ökologischer Sicht interessant. Spätestens seit 1950 siedeln an den Ufern des Kaps Seehunde, deren Kolonien zum neuseeländischen Winter auf bis zu 500 Tiere anwachsen.
Eine große Variation an einheimischen Vögeln und Reptilien sind am Kap ebenso zu finden. Unter anderem können Vögel, wie Doppelbandregenpfeifer, Raubseeschwalbe und der Neuseeländische Austernfischer beobachtet und unter den Reptilien die in Neuseeland als copper skink und common skink bezeichneten Glattechsen, sowie der common gecko leicht gefunden werden.